# The Three E.P.'s
The Three E.P.'s es un recopilatorio de los tres primeros lanzamientos de The Beta Band, consistente en los EP Champion Versions, The Patty Patty Sound y Los Amigos del Beta Bandidos. La portada incluye las imágenes simbólicas de cada uno de estos EP.
La canción Dry The Rain apareció en una escena de la película High Fidelity, del 2000.
En el año 2000 la revista Q situó The Three E.P.'s en el puesto 74 de su lista de los 100 discos británicos más grandes de todos los tiempos.

## Listado de canciones
Champion Versions
1. "Dry the Rain"  – 6:05
2. "I Know"  – 3:58
3. "B + A"  – 6:35
4. "Dogs Got a Bone"  – 5:58

The Patty Patty Sound
1. "Inner Meet Me"  – 6:20
2. "The House Song"  – 7:15
3. "Monolith"  – 15:48
4. "She's the One"  – 8:21

Los Amigos del Beta Bandidos
1. "Push It Out"  – 5:22
2. "It's Over"  – 3:50
3. "Dr. Baker"  – 4:08
4. "Needles in My Eyes"  – 4:32